# Hôtel de ville de Clichy-sous-Bois
L`hôtel de ville de Clichy-sous-Bois, mairie de la commune, est situé place du 11-Novembre-1918 et inscrit sur la liste des Monuments historiques depuis 1972.

## Historique

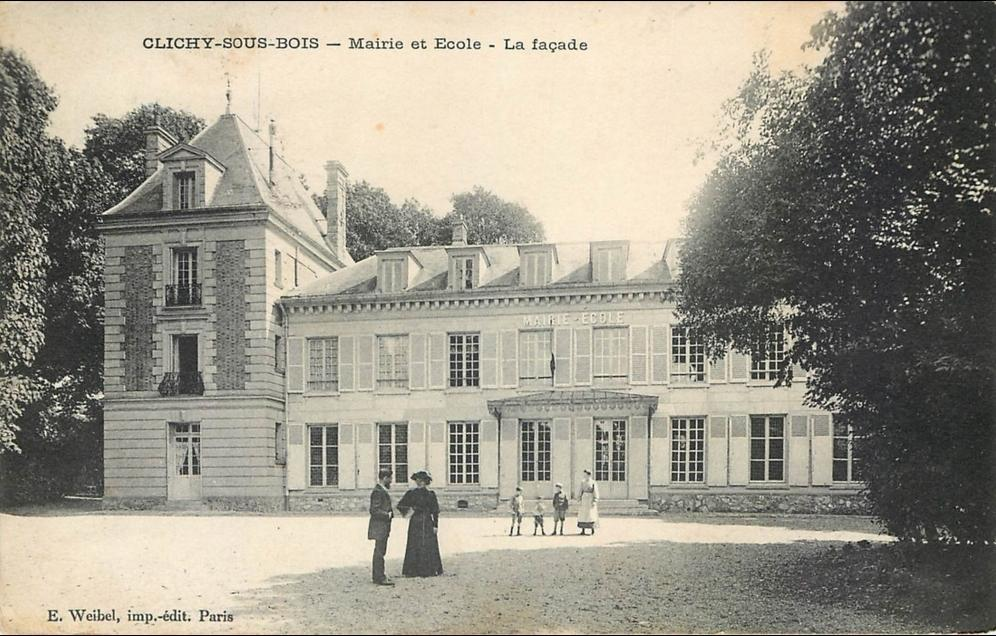
Clichy-sous-Bois: Mairie et école.

Il fut édifié au XVIe siècle par le vicomte de Puységur.
Il fut ensuite acquis en 1645 par Robert de Bragelongne, qui le cèda au comte Jean-Antoine d'Avaux.
Le bâtiment est modifié entre 1796 et 1807 dans le style néoclassique par l'architecte Alexandre-Théodore Brongniart, puis à nouveau à partir de 1807.
Il servit ensuite d'école.
Il a été acheté par la municipalité en 1930 auprès de la famille Lindet-Girard et sert depuis de centre administratif.

## Description
Ce bâtiment de deux étages présente un corps de logis rectangulaire avec porche néoclassique flanqué de deux courtes ailes, un pavillon rectangulaire est accolé au mur sud de l'aile méridionale.

## Le parc

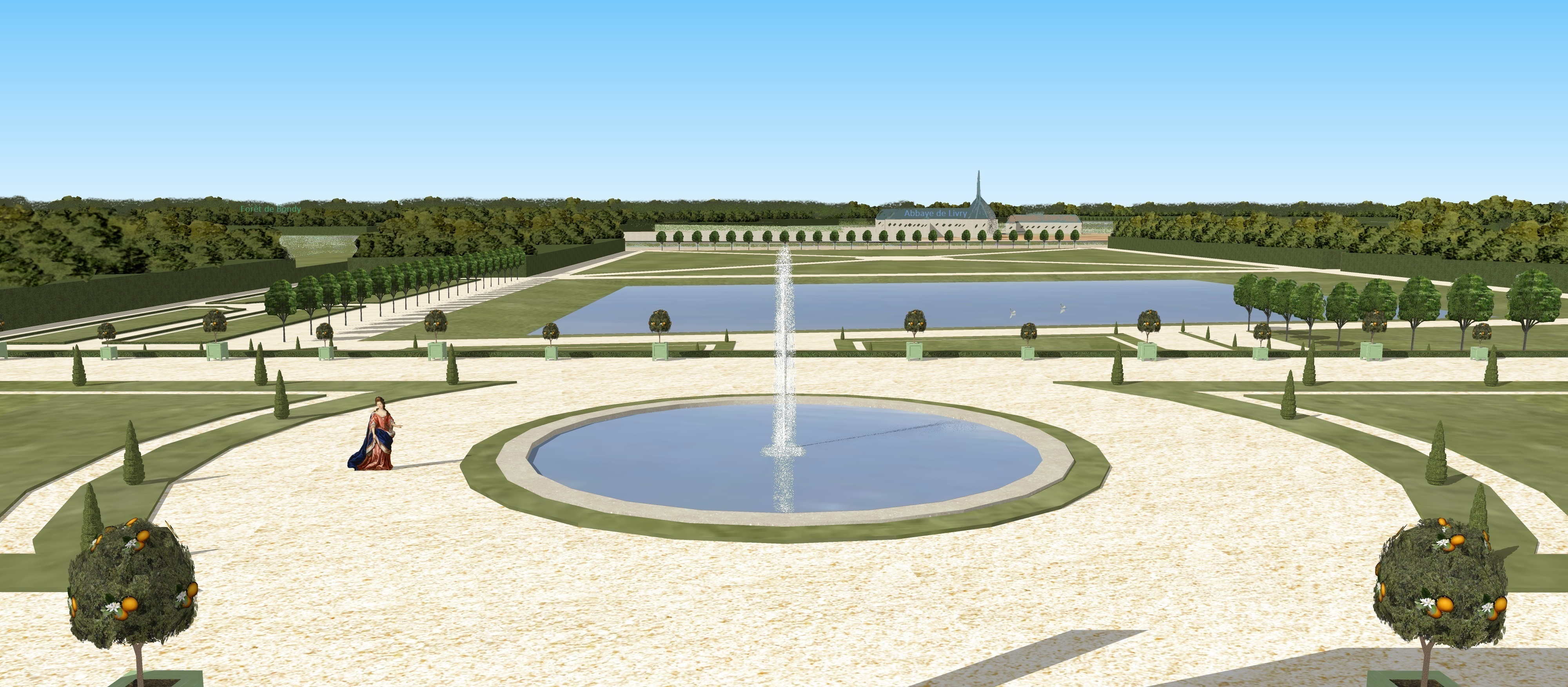
Restitution de la vue depuis le château de Clichy-sous-Bois (actuelle mairie), vers 1740.

Le parc autrefois à la française, fut redessiné sous l'Empire à l'anglaise avec une pièce d'eau par Alexandre-Théodore Brongniart. Il abrite également une orangerie de style Louis XVI, édifiée à partir de 1740. Il devint accessible au public après le rachat par la commune.